# Rareș Mandache
Rareș Andrei Mandache (ur. 2 października 1987 w Sfântu Gheorghe) – rumuński koszykarz, występujący na pozycjach rozgrywającego lub rzucającego obrońcy, reprezentant kraju, obecnie zawodnik CS Dinamo Bukareszt.

## Osiągnięcia
Stan na 1 listopada 2022, na podstawie, o ile nie zaznaczono inaczej.

### Drużynowe
- Mistrz Rumunii (2016, 2018)
- Wicemistrz Cypru (2012)
- Zdobywca pucharu:
  - Rumunii (2013)
  - Cypru (2012)
- Finalista:
  - Pucharu Rumunii (2011, 2016, 2018)
  - Superpucharu Rumunii (2016)
- Uczestnik międzynarodowych rozgrywek:
  - Ligi Mistrzów (2016/2017)
  - FIBA Europe Cup (2016–2018)
  - EuroChallenge (2010–2015)

### Indywidualne
(* – nagrody przyznane przez portal eurobasket.com)
- MVP krajowy ligi rumuńskiej (2019)*
- Obrońca roku ligi rumuńskiej (2019)*
- Zaliczony do:*
  - I składu zawodników krajowych ligi rumuńskiej (2009, 2010, 2014–2017, 2019)
  - składu honorable mention ligi rumuńskiej (2009, 2015, 2016, 2019, 2021)
- Uczestnik meczu gwiazd ligi rumuńskiej (2009, 2010, 2013, 2015, 2016, 2017, 2019, 2022)

### Reprezentacja
Seniorska
- Uczestnik:
  - mistrzostw Europy:
    - 2017 – 23. miejsce
    - dywizji B (2009, 2011)

  - europejskich kwalifikacji do mistrzostw świata (2017–2019)
  - kwalifikacji do mistrzostw Europy (2012/2013, 2014/2015)

Młodzieżowe
- Uczestnik:
  - uniwersjady (2009, 2011 – 8. miejsce)
  - mistrzostw Europy dywizji B:
    - U–20 (2007 – 17. miejsce)
    - U–18 (2005– 17. miejsce)

  - kwalifikacji do Eurobasketu U–18 (2004)